# Тананайко, Мирослава Михайловна
Мирослава Михайловна Тананайко (укр. Тананайко Мирослава Михайлівна; род. 15 апреля 1925, Полтава, Полтавская губерния, УССР, СССР — ?) — советский украинский химик, педагог, доктор химических наук, профессор кафедры аналитической химии Киевского национального университета имени Тараса Шевченко (до 2000 года).

## Биография
Родилась в Полтаве в семье учителей (отец — учитель географии, мать — украинского языка и литературы). После начала Великой Отечественной войны эвакуирована с матерью в Казахскую ССР, где окончила среднюю школу, после чего год работала воспитателем в детском интернате. В 1943 году поступила на первый курс химического факультета Киевского государственного университета им. Т. Г. Шевченко, эвакуированного в г. Кызылорда. В 1944 году вместе с химическим факультетом вернулась в Киев из эвакуации. В 1948 году окончила вуз по специальности химик-аналитик.
В течение 1948—1949 годов работала химиком в Институте геологических наук АН УССР. С 1949 по 1952 годы находилась в аспирантуре в отделе аналитической химии Института общей и неорганической химии АН УССР. В 1952 году под руководством А. К. Бабко защитила кандидатскую диссертацию на тему «Исследование тройных комплексов в системе: ион металла, пиридин, салицилат». В 1967 году защитила докторскую диссертацию на тему «Тройные комплексы в системе ион металла-органичное основание-электроотрицательный лиганд и их применение в аналитической химии».
После окончания университета работала ассистентом кафедры аналитической химии Киевского государственного университета им. Т. Г. Шевченко (1952—1961 годы), затем доцентом (1961—1969 годы), а с 1969 по 2000 годы — профессором. В 1975—1990 годах — учёный секретарь специализированного Совета факультета. В 1983—1989 годах — член специализированного Совета Института коллоидной химии и химии воды АН УССР. С 2002 года — член Совета старейшин Киевского национального университета имени Тараса Шевченко.

## Научная деятельность
Сфера научных интересов — исследование и практическое применением разнолигандных комплексов и использованием мицеллярных систем в фотометрическом анализе. Читала лекции по общему курсу аналитической химии и спецкурсы по хроматографическим и оптическим методам анализа. За годы работы на кафедре подготовила 11 кандидатов наук.
Автор 180 научных работ, соавтор 2 монографий («Развитие аналитической химии на Украине», 1982. «Разнолигандные и разнометалльные комплексы и их применение в анализе» М. Химия 1983).

## Признание и награды
- За цикл работ, посвящённых обоснованию физико-химических методов защиты объектов окружающей среды и её контроля, вместе с А. Т. Пилипенко и В. М. Власенко отмечена премией им. Л. В. Писаржевского АН УССР (1984 г).
- За активную научную работу награждена орденом «Знак Почёта» (1984), юбилейными медалями, почётными грамотами Министерства образования[1].